# Torrealquería
Torrealquería es entidad singular de población, poblado de colonización y barrio española perteneciente al municipio de Alhaurín de la Torre, en la provincia de Málaga. Está situada al pie de la ladera sur de la Sierra de Cártama, al norte del núcleo central municipal. Según el censo del INE de 2016, cuenta con una población de 950 habitantes.
A finales del siglo XVIII se habilitó en la zona una torre de molino, que se dio a conocer como la torre de la alquería, dando origen a nombre actual. Fue un poblado del IARA, que se fue habitando a partir de 1975 por colonos agrícolas. Fue cedido a Alhaurín de la Torre en 1982.

## Transporte
Las líneas de autobuses interurbanos del Consorcio de Transporte Metropolitano del Área de Málaga son las siguientes:
| Línea | Trayecto            | Recorrido y horarios | Plano |
| ----- | ------------------- | -------------------- | ----- |
| M-135 | Málaga-Santa Amalia | Recorrido y horarios | Plano |